# Császárvári-hegy
A Császárvári-hegy (horvátul: Cesargradska gora) egy hegy a Horvát Zagorje területén Horvátországban.

## Fekvése
A hegy 3,6 km hosszan húzódik kelet-nyugati irányban. Nyugaton az Orlica-hegytől a Szutla- folyó választja el. A hegy triász (dolomit és mészkő) és harmadkori (mészkő, márga, sárga homok) lerakódásokból épül fel. Magasabb részein erdő, a hegyalján szántó és szőlőültetvények találhatók. Fő nevezetessége Császárvár  (Cesargrad) középkori várának romja, melyről a hegy a nevét kapta. A hegy déli lábánál fekszik Klanjec városa.
Legmagasabb pontja a Japica, melyen egy vasból épített távközlési torony áll. A Császárvári-hegy területileg a legkisebb horvátországi hegy. Az egyik végétől a másik végéig kevesebb, mint két óra alatt gyalog is el lehet jutni, de a gerincen még fél óra sem kell. Ennek ellenére a hegyen minden megtalálható, amire a túrázáshoz és hegymászáshoz szükség van: régi vár, menedékház, kilátók, források, festői rétek, szőlőültetvények és erdők, valamint kulturális és történelmi látnivalók. Egyes térképeken a hegyet Cesarsko brdo névvel jelölik, de a név nem gyakori a hegymászók és a környező települések lakói között sem.